# Västerbron
Västerbron är en bågbro i centrala Stockholms innerstad, som sträcker sig från Södermalm, över Långholmen och Riddarfjärden till stadsdelen Marieberg på Kungsholmen. Cirka 140 meter av brodelen över vatten tillhör stadsdelen Kungsholmen. Bron öppnades för trafik 20 november 1935. 
Bron är drygt 600 meter lång inklusive viadukter. Brons del över vatten är cirka 340 meter. Landskapsgränsen mellan Södermanland och Uppland korsar bron. Segelfri höjd är 26 meter. Viadukten över Rålambshovsparken kallas även Lilla Västerbron.
Västerbron är blåklassad av Stockholms stadsmuseum, vilket innebär att bebyggelsens kulturhistoriska värde av stadsmuseet anses motsvara fordringarna för byggnadsminnen i Kulturmiljölagen.

## Historik

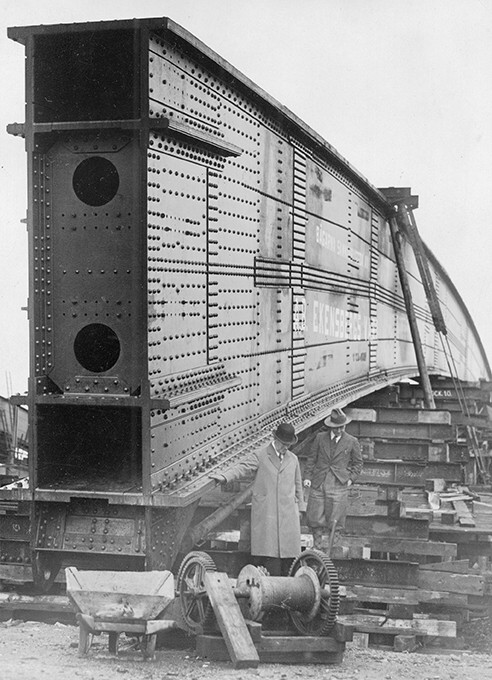
Stålbalk till Västerbron i Stockholm, tillverkad av Ekensbergs varv 1933.

En bro i väster hade debatterats sedan 1900-talets början, och föreslogs bland annat i Albert Lilienbergs Generalplan för Stockholm 1928. Gatuborgarrådet Yngve Larsson, sedermera ordförande för stadskollegiets brodelegation såväl som prisnämnden för Västerbron, skapade 1930 års trafikkommitté där en västerbro ingick i uppdraget. Stockholms stadsfullmäktige tog den 2 februari 1931 beslutet om att bron skulle byggas, och beviljade som lånemedel 14 948 000 kronor.
Vid denna tid fanns även tankar om att dra järnvägen över Kungsholmen, den så kallade Smedsuddslinjen. Bygget av Västerbron ingick i en stor omdaning i funktionalistisk anda av västra Kungsholmen, med bygget av Rålambshovsleden, ombyggnad av Rålambsvägen, Gjörwellsgatan och Drottningholmsvägen och bygget av Tranebergsbron. Resultatet blev ett system av motorvägsliknande leder i området kring Rålambshovsparken. I bygget av Västerbron ingick även en viadukt över Rålambshovsparken, som sedan några år går under namnet Lilla Västerbron. Fram till högertrafikomläggningen 1967, trafikerade även spårvagnar bron. Nattetid har Västerbron en effektbelysning med strålkastare.
Över Västerbron förs varje år Stockholm maraton, där det höga brospannet blir till en utmaning för löparna.
På Västerbron har många par låst fast så kallade kärlekslås efter en österländsk tradition. I december 2009 fanns redan ett 40-tal hänglås på Västerbrons räcke.
2012 fick Västerbron högre räcken för att förhindra självmord.

### Arkitektur och konstruktion
Bron tillkom efter en tävling 1929–1930, där samtliga fyra pris gick till tyska företag. Första pris gick till arkitekterna Otto Rudolf Salvisberg och Wilhelm Büning samt byggnadsingenjören Wilhelm Maelzer. Sedermera uppfördes bron av tyska och svenska företag med arkitekterna Paul Hedqvist, Birger Borgström och David Dahl som hade bearbetat det tyska förslaget.
Bron konstruerades av tyska ingenjörer och är en bågkonstruktion av stål. Bron börjar vid Långholmsgatan på Södermalm, över Pålsundet och korsar Långholmen och sedan över Riddarfjärden. På Kungsholmssidan korsar den Smedsuddsvägen och fortsätter till Västerbroplan. Även viadukten över Rålambshovsparken mellan Västerbroplan och Drottningholmsvägen ingår namnmässigt i Västerbron. Järnkonstruktionerna hade byggts på det närbelägna Ekensbergs Varv i Gröndal. När bron invigdes 1935 var det den största bågbron i stål som någonsin byggts i Sverige och det är den fortfarande.

## Bron i populärkultur
Västerbron nämns bland annat i:
- Josef Kjellgrens roman Människor kring en bro (1935) som handlar om brobygget och om arbetarna som byggde den.
- Monica Zetterlunds Sakta vi gå genom stan, texten skriven av Beppe Wolgers (1961): På Västerbron, i den himmelska ron, en spårvagn går ensam och tom.
- Ulf Lundells sånger En stockholmstjej igen (1984) och Jag saknar dej (2000).
- Kents musikvideo till Kräm (så nära får ingen gå) (1996) spelades in på Västerbron, där en ung man tar sitt liv.
- Laaksos sång Västerbron (2007).
- Norlie & KKVs sång Västerbron (2016).
- Thomas Stenströms sång Västerbron (2020).
- Hov1s album och sång Gudarna på Västerbron (2018).
- En segelbåt går på grund under den i JustDs mastodontlåt LALSK - livets allra längsta sommarkväll (2015).
- Petters sånger Stockholm i mitt hjärta (2010) och Samma Samma.
- Johan Johanssons sång Lite längre fram (1993).
- Staffan Hellstrands sång Precis som du är (1996).
- Låten "Mitt ibland änglar" av Orup och Anders Glenmark inleds med strofen "Jag har väl aldrig varit rädd för att dyka från Västerbron". Den framfördes i Melodifestivalen 1989 av gruppen Fingerprints.
- I ljudboksserien Virus (2016) av Daniel Åberg sprängs Västerbron för att stoppa en ström av flyende människor.
- Daniel Adams-Rays sång Hoppa eller hoppas (2025), där refrängen inleds med: Ett steg jag aldrig tog, högst upp på Västerbron.

## Galleri

### Historiska bilder

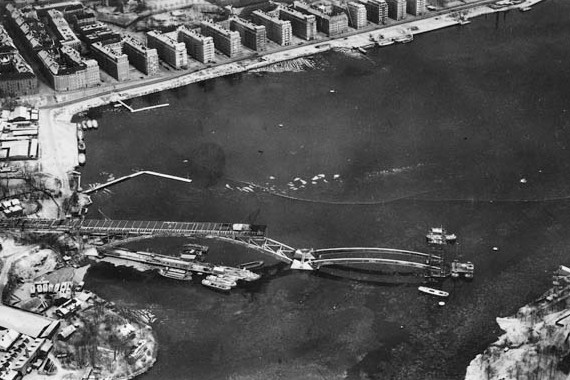
Flygfoto över Västerbrons byggarbetsplats 1933
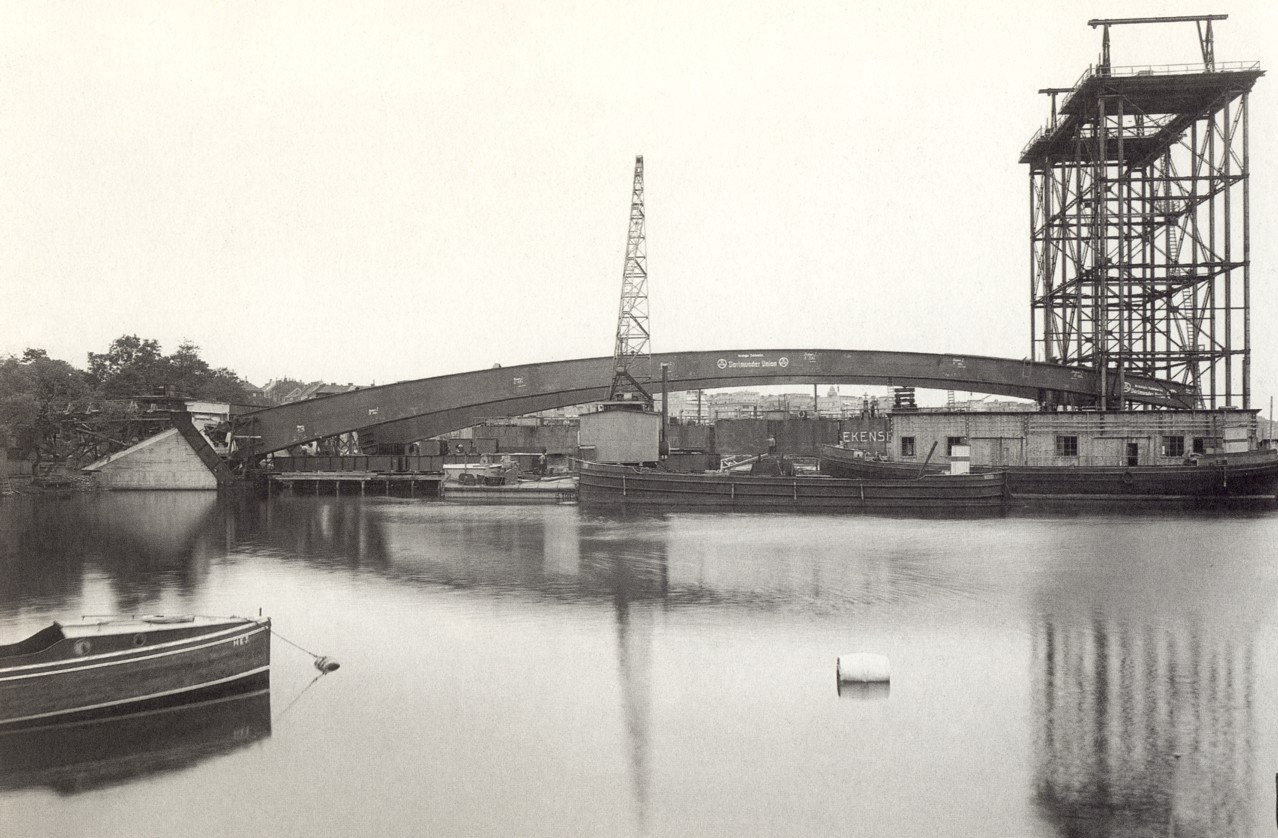
Västerbron under byggnad 1933
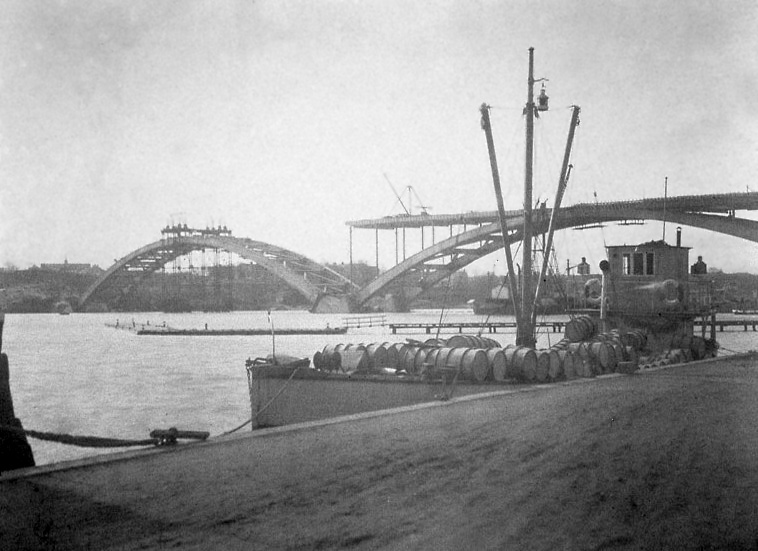
Västerbron under byggnad 1934
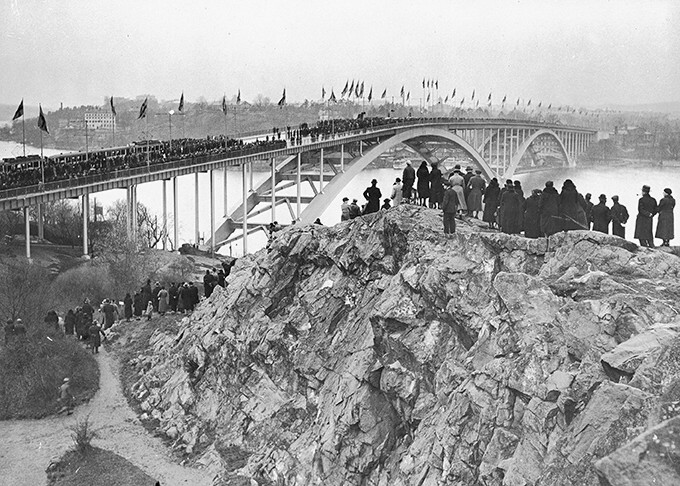
Västerbron vid invigningen 1935
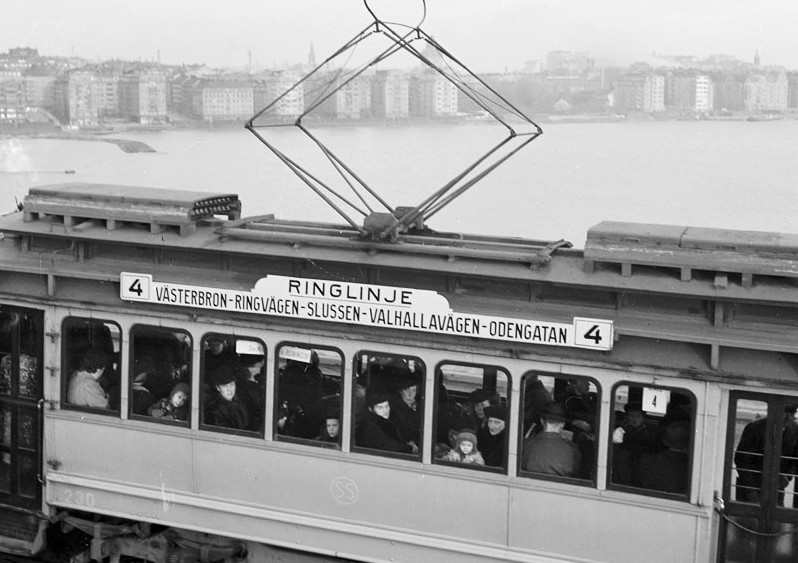
Spårvagn 4 på Västerbron 1940-tal

### Nutida bilder

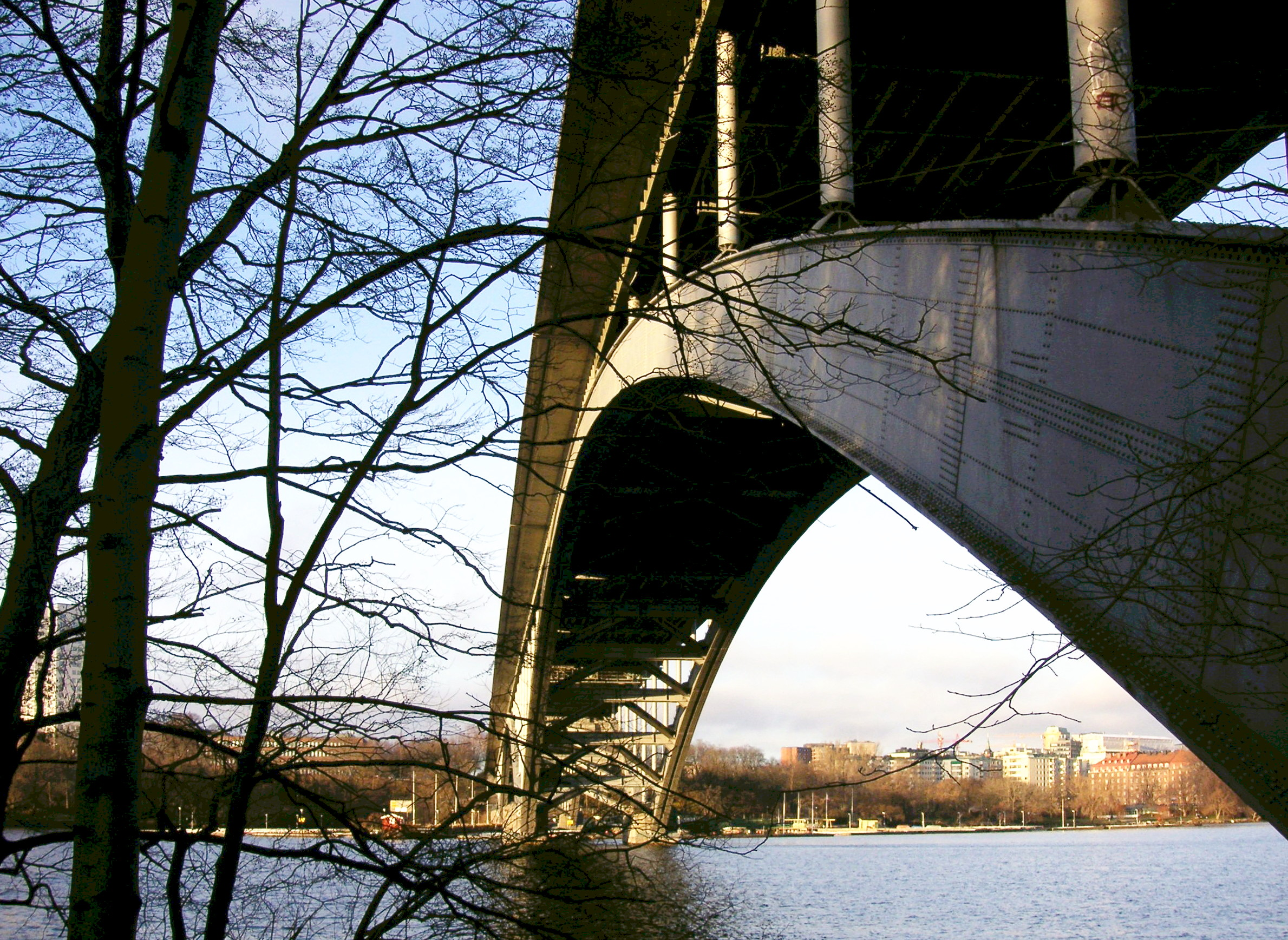
Brospannet på Långholmen 2006
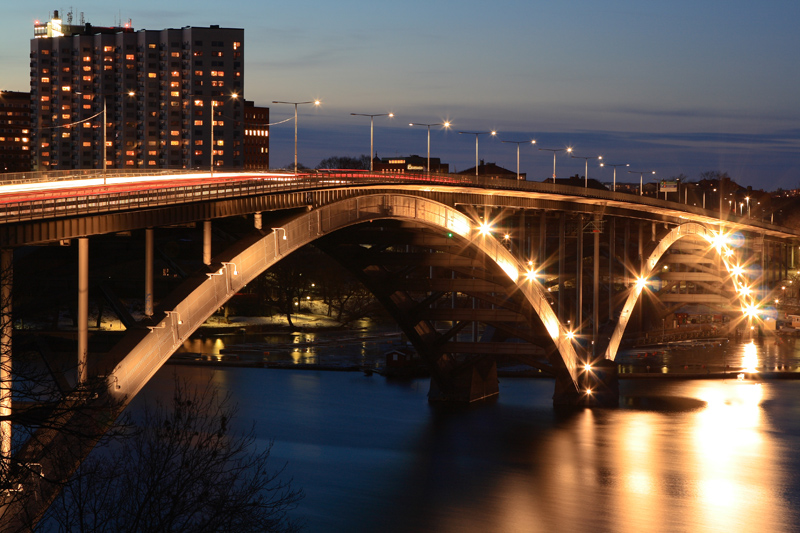
Nattbelysning 2008
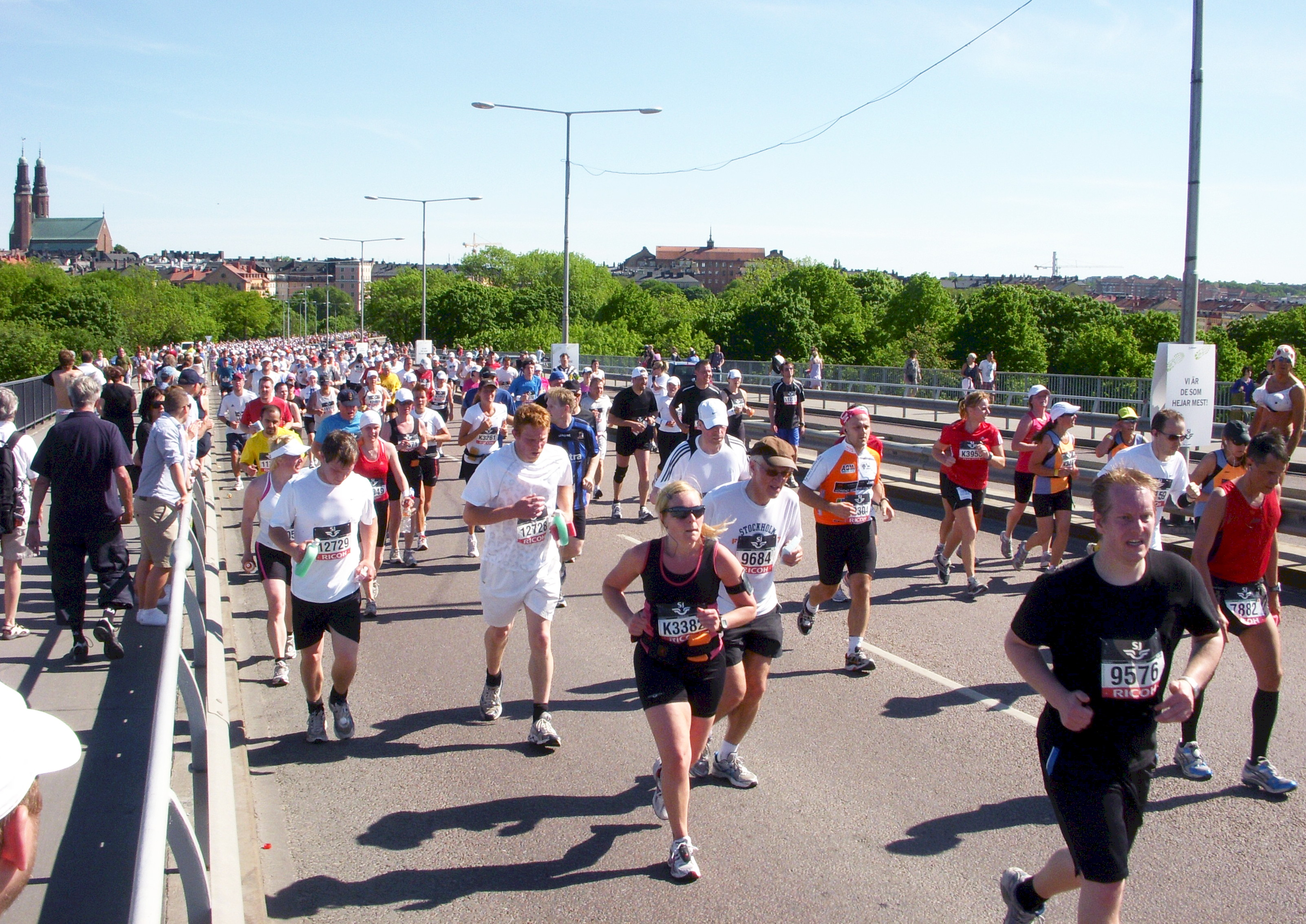
Stockholm maraton på Västerbron 2009
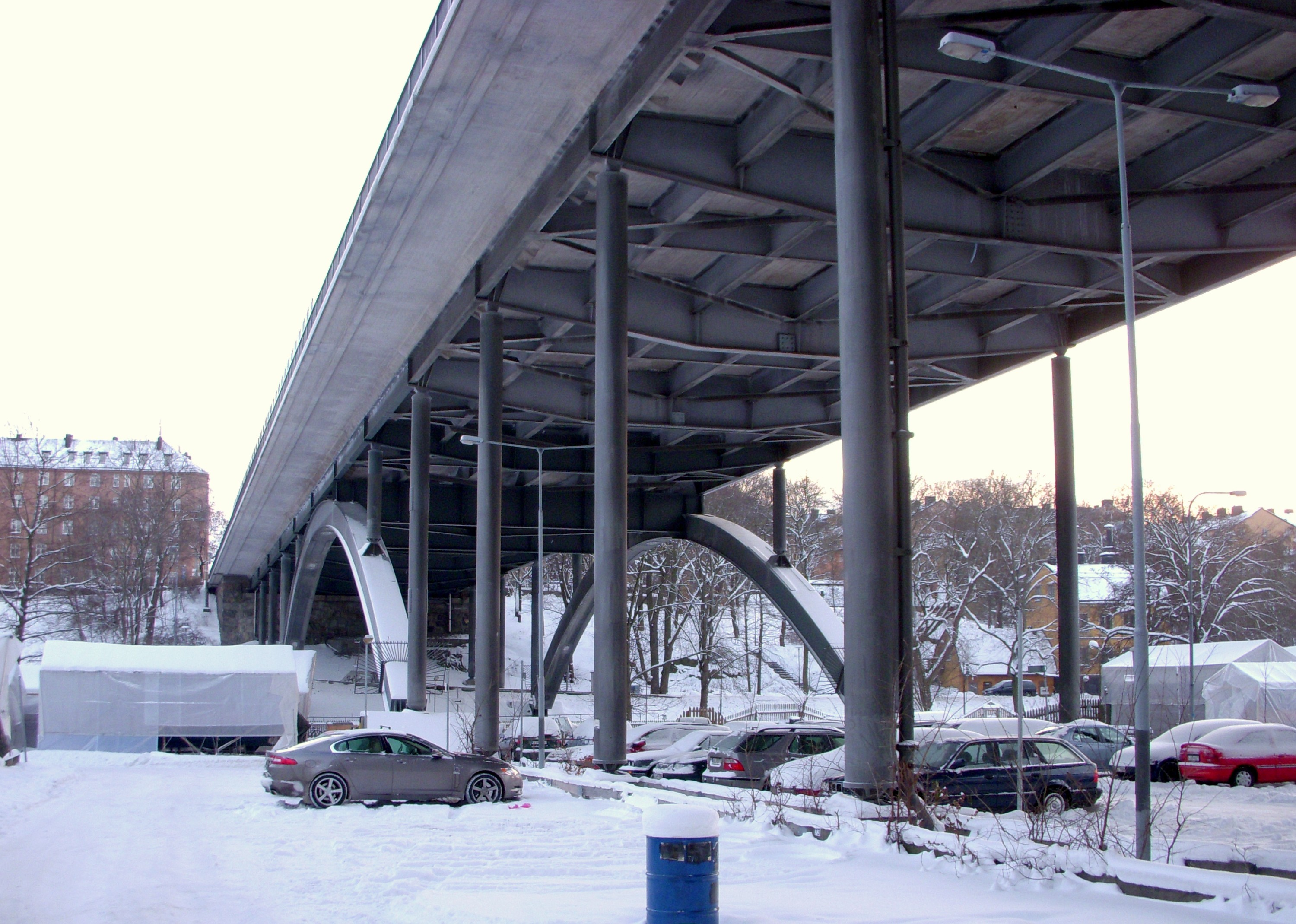
Södra spannet mellan Långholmen och Södermalm 2010
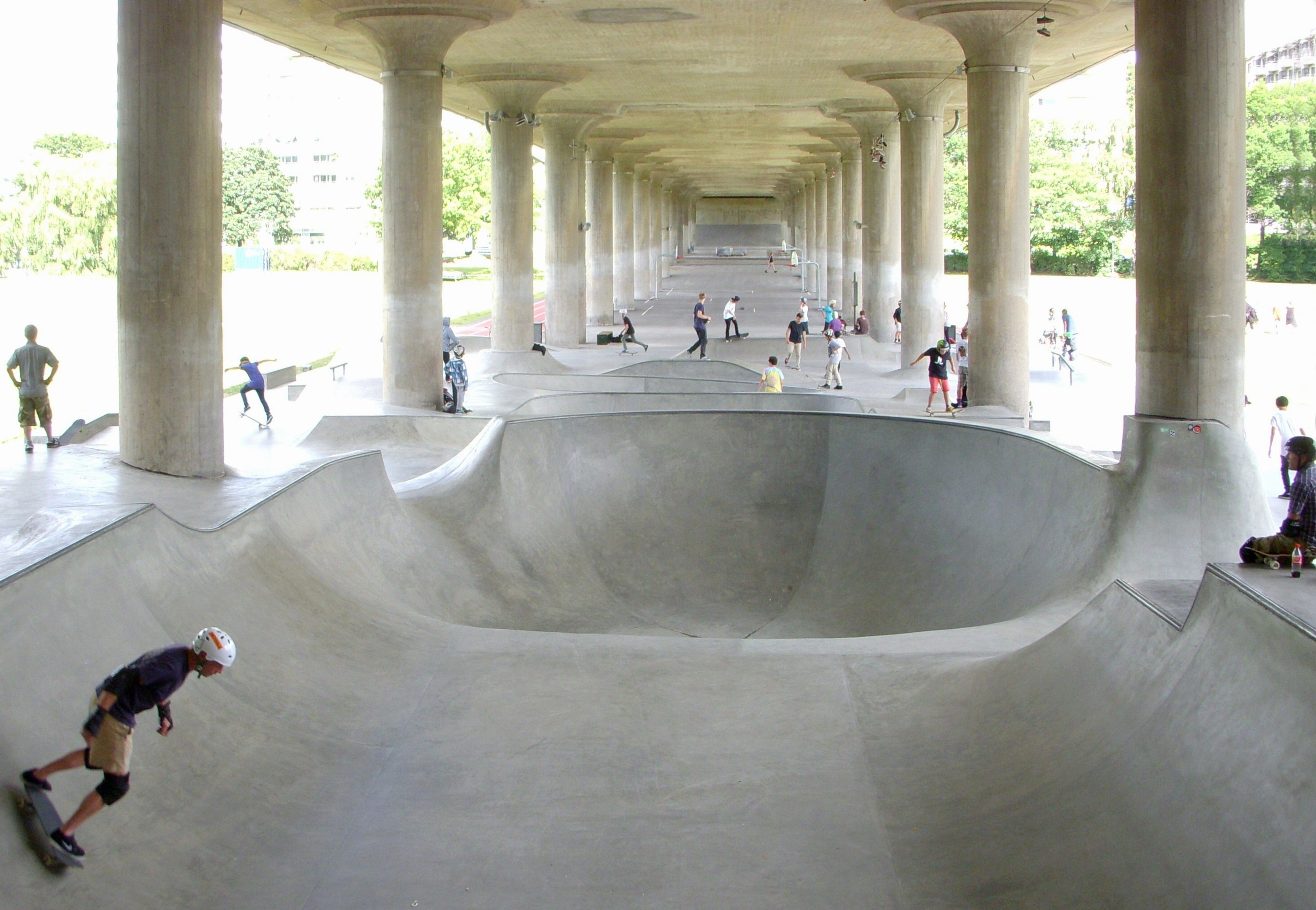
Rålis skatepark under "Lilla Västerbron" 2011